# Ellis Faas
Ellis Faas (Rijswijk, 21 februari 1962 – Amsterdam, 12 augustus 2020) was een Nederlands mode-visagiste, die door Vogue Paris werd betiteld als een van de talentvolste visagisten van haar generatie.

## Levensloop
Ellis Faas groeide op in Aerdenhout. Ze was een dochter van politiek journalist Henry Faas (1926-1990). Haar moeder gaf Nederlandse les aan immigranten en was regiohoofd voor Amnesty International. Na haar eindexamen van de middelbare school volgde ze een opleiding tot fotograaf. Zij gebruikte zichzelf altijd als model en om er telkens anders uit te zien, ontdekte zij de veelzijdigheid van make-up. Ze besloot om van Amsterdam, waar zij een visagieopleiding bij Dik Peeters volgde, naar Parijs te verhuizen om er te studeren aan Christian Chauveaus make-upschool, waarna ze naar Londen ging. Ze schminkte voor medische advertenties huidaandoeningen op modellen. Na de geboorte van haar dochter (1988) keerde Faas terug naar Amsterdam, waar zij in contact kwam met fotografe Inez van Lamsweerde. Met haar maakte Ellis Faas onder andere de bekroonde advertentiecampagne voor Louis Vuitton. Ander werk met Van Lamsweerde hangt in diverse musea in de hele wereld. Faas' internationale doorbraak kwam toen Mario Testino in Amsterdam een serie maakte voor L'Uomo Vogue. Na Testino volgden fotografen als Patrick Demarchelier, Jean-Paul Goude, Karl Lagerfeld en Terry Richardson.
Na haar doorbraak vroeg Karl Lagerfeld haar de make-up te ontwerpen voor de door hem ontworpen collectie voor Fendi, waarbij ze de ogen van de modellen beplakte met bladgoud. Sindsdien is Faas "chef-de-cabine" geweest bij talloze shows, zoals Giorgio Armani, Emporio Armani, Cacharel, Chanel, Dolce & Gabbana, Dries Van Noten, Jean Paul Gaultier, Kenzo Takada, Lanvin, Moschino, Sonia Rykiel, Yves Saint Laurent Haute Couture, Junko Shimada, Olivier Theyskens, Emanuel Ungaro en Junya Watanabe.
Haar stijl was herkenbaar door experiment, dramatiek en grote gebaren. Ze gebruikte bladgoud, nepbloed en imitatieparels. Modellen kregen van haar dikke, glanzende lippen.
Ellis Faas werkte met name in Parijs, New York en Milaan en bracht begin 2009 haar eigen make-upmerk Ellis Faas uit. Haar beroemdste kleur, het bloedrode Ellis Red, gebruikte ze voor lipstick. 
In 2012 werd lymfeklierkanker ontdekt, waarvan ze weer opknapte, maar in 2019 kwam het terug. Ze overleed in 2020 op 58-jarige leeftijd.